# 总统致命一击
总统致命一击（韩语： Geudttae Geusaramdeul，也译作“那时候那些人”）是韩国导演林常樹于2005年制作的讽刺性黑色幽默电影，取材自韩国总统朴正熙遇刺案，讲述了总统朴正熙被其密友中央情报部长金载圭刺杀的前后事件。
影片在2005年第58屆坎城影展導演雙週單元放映，并入围第26届韩国青龙电影奖导演奖。

## 争议
影片对朴正熙的刻画引起了争议，导致朴正熙唯一的儿子朴志晚对电影制作方发起了诉讼，2005年首尔中央法院裁决，影片必须删除一段3分50秒的纪录片镜头（主要为示威活动画面），作为回应，导演用一段空白镜头替代了纪录片画面，在韩国和国际上，上映的版本为删节版。
该判决随后被提起上诉，2006年8月原判决被推翻，法院发表声明称：“我们必须广泛确认对公众历史人物描述的言论自由权。”但法院也同时裁定，影片中有几处镜头是对朴正熙的不公正诽谤，并判决影片制作方向朴正熙家属支付1亿韩元（约10.5万美元）赔偿。
影片主要描述1979年10月26日朴正熙遇刺前后的几个小时，影片最争议的地方在于对朴正熙的刻画：影片中的朴正熙是一个懦弱的浪荡子，深夜开酒会，抚摸年轻女子，尤其是对日本文化非常欣赏，偶尔会说几句日语。在许多韩国人的心中，对日本占领的记忆仍然记忆犹新，这被认为是暗示朴正熙对前殖民者日本有深厚的感情。

## 演员
- 宋在浩 - 总统朴正熙
- 白润植 - KCIA部长金载圭
- 赵恩智 - 女大学生申才順
- 金伦我 - 女歌手沈守峰
- 郑元中 - 警卫室长车智澈
- 權炳吉 - 秘书室长金桂元

## 釜山国际电影节
2006年10月13日至18日，在第11届釜山国际电影节上，影片完整版得以放映。